# Щастя бути жінкою
«Щастя бути жінкою» (італ. Fortuna di essere donna) — італійський комедійний фільм режисера Алессандро Блазетті, який вийшов у 1956 році.

## Сюжет
Коли Антоньєтта (Софі Лорен) на заміській дорозі поправляла панчоху з піднятою спідницею, її з проїжджаючого автомобіля сфотографував фотограф Коррадо (Марчелло Мастроянні). Згодом фотографія була розтиражована на обкладинці журналу. Наречений Антоньєтти, адвокат Федеріко (Джюстіно Дурано), хоче порушити судову справу про відшкодування моральних збитків, але Антонієтта вирішує використати цей випадок з фотографом іншим способом. Вона хоче стати моделлю в салоні мод, а Коррадо знайомий з впливовими людьми, зокрема з графом Грегоріо Сенетті (Шарль Буає), який міг би посприяти цьому. Чи вдастся Антоньєтті здійснити свій план?

## Ролі виконують
- Софі Лорен — Антоньєтта Фалларі
- Шарль Буає — граф Грегоріо Сенетті
- Марчелло Мастроянні — Коррадо Бетті
- Еліза Чегані[it] — Олена Сенетті
- Тітіна де Філіппо[it] — мама Антоньєтти
- Ніно Безоцці[it] — Паоло Маньяно
- Маргеріта Баньї — Мірелла Фонтанізі
- Анна Карена[it] — бразильська мільярдерка
- Джюстіно Дурано[it] — адвокат Федеріко Фротта

## Навколо фільму
- Фільмування відбувалося на кіностудії Чінечітта, в районі Рима — Остії, на Аппієвій дорозі, на Віллі-Боргезе.
- У версії на італійській мові голос Шарля Буає дублював італійський актор.